# Elephantulus fuscipes
Elephantulus  fuscipes — вид ссавців родини Стрибунцеві (Macroscelididae). Вид поширений у Демократичній Республіці Конго, Південному Судані та Уганда. Зустрічається у тропічних та субтропічних вологих відкритих місцевостях.